# Rhynchozoon larreyi
Rhynchozoon larreyi är en mossdjursart som först beskrevs av Jean Victor Audouin 1826.  Rhynchozoon larreyi ingår i släktet Rhynchozoon och familjen Phidoloporidae. Inga underarter finns listade i Catalogue of Life.